# Jens Bergenström
Jens Bergenström, född 12 september 1980 i Borlänge, är en svensk före detta ishockeyspelare (forward). Bergenström fick sitt genombrott på elitnivå i Mörrums GoIS IK säsongen 2003-2004 då han vann målligan i Allsvenskan efter att ha svarat för 31 mål på 45 matcher.
Redan samma säsong testades Bergenström av sin nuvarande klubb Leksands IF i 3 matcher. De följande två säsongerna tillhörde sedan Bergenström Leksands IF. Efter degraderingen till Allsvenskan prövade emellertid Bergenström på spel i finländska FM-ligan med SaiPa. Tiden i SaiPa blev högst kortvarig, Bergenström återvände nämligen till  Leksands IF redan ett halvår senare. Efter säsongen 2014-2015 valde han att avsluta karriären.

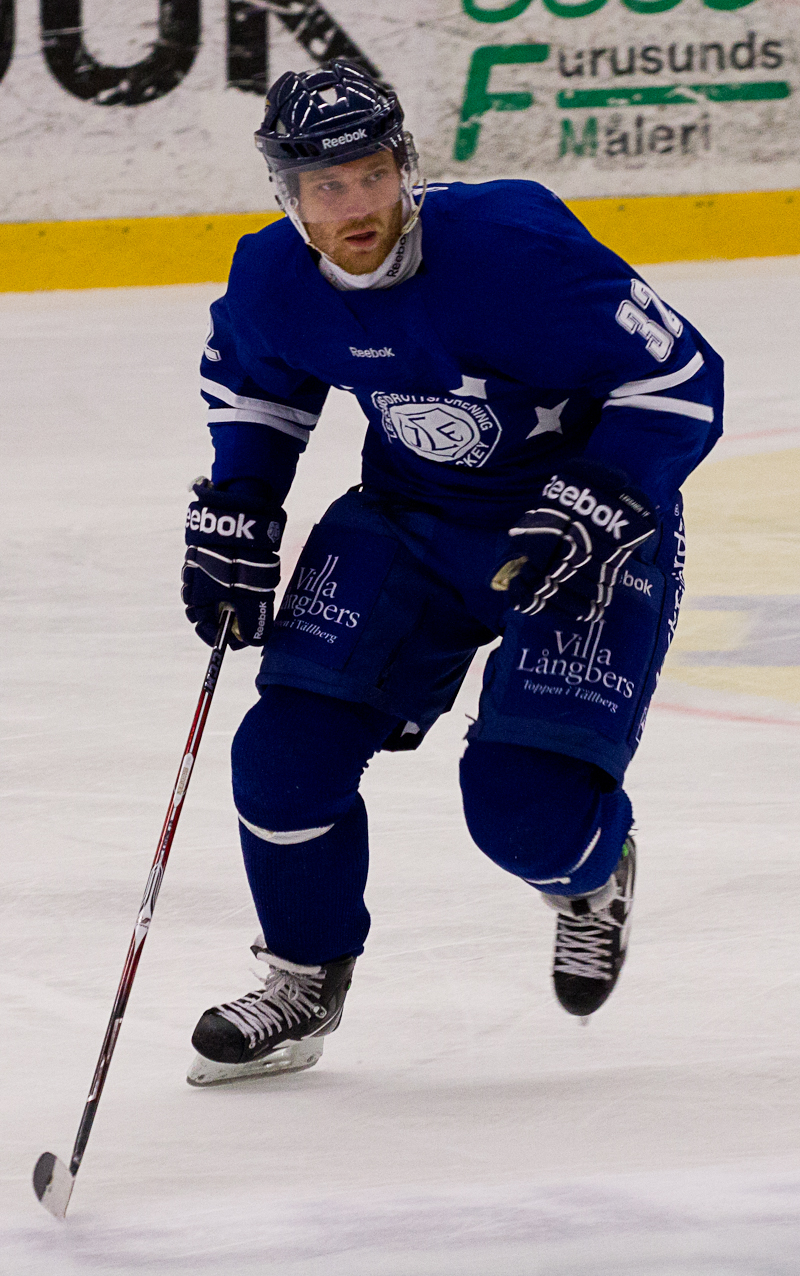
Jens Bergenström 2012-08-18 AIK - Leksand